# ギゼラ・ウーレン
ギゼラ・ウーレン（Gisela Uhlen、1919年5月16日 - 2007年1月16日）は、ドイツの女優。

## 出演作品
- 世界に告ぐ（1941年、ドイツ）
- マリア・ブラウンの結婚（1979年、西ドイツ）
- トト・ザ・ヒーロー（1991年、ベルギー、フランス、ドイツ合作）